# Жил Вилньов
Жил Вилньов (пълно име на английски: Joseph Gilles Henri Villeneuve) е канадски пилот от Формула 1.
Роден е в гр. Сен-Жан-Сюр-Ришельо, Шамбли, Квебек, Канада на 18 януари 1950 г. Баща е на Жак Вилньов, световен шампион във Формула 1 за 1997 г.

## Начало на кариерата
Жил започва състезателната си дейност в канадския шампионат със сноумобили, където печели титлата през 1973 г.
Дебютът му с автомобили е във Формула Форд, след което много бързо се озовава в трудното състезание Формула Атлантик през 1976 година. Там завършва трети.
Година по-късно взема участие в състезанието „Три реки“, състезавайки са за отбора на Канада-Марч. Още тогава показва своя талант, побеждавайки опитни пилоти, като Джеймс Хънт и Алън Джоунс.

## Участие във „Формула 1“
Жил Вилньов става част от света на Формула 1 след решението на Ники Лауда да се откаже от последните два кръга от шампионата през 1977 г. Канадецът заема мястото му във Ферари и кара заедно с Карлос Ройтеман в Гран При на Канада и Япония. Тези състезания се оказват злополучни за него и той дори се сблъсква с Тирел-а на Рони Петерсон. При тази катастрофа на Жил му се налага да катапултира от болида и това става причина за смъртта на няколко зрители.
Вилньов бързо се оправя от трагичното събитие и това проличава от представянето му през следващия сезон. През 1978 г. вече е официален втори пилот на Ферари. Успява да спечели първата си победа, и то пред родна публика – на новооткритата писта в Монреал, домакин на Голямата награда на Канада. Понастоящем тази писта носи неговото име.
1979 г. е изключително успешна за канадеца, който успява да завоюва второто място в шампионата. Съотборник му е Джоди Шектър, който става световен шампион през същата година.
През следващата година твърде много несполуки го преследват и той не успява да влезе в шестицата на генералното класиране. Взема само две 5-и места в Монако и Канада и две 6-и в Белгия и ФРГ. Затова през 1981 г. си възвръща предишните успехи. Взема победи в Испания и Монако и става 4-ти в Белгия.
Състезанието на пистата Золдер Сиркуит в Белгия се оказва последно за Жил Вилньов.
По време на квалификацията за пол позишън на 8 май 1982 година, в третата си бърза обиколка Жил Вилньов се удря с почти максимална скорост в Марч-а на Йохен Мас. От тежкия удар Жил излита заедно със седалката от кокпита и се забива в предпазната ограда. Почива няколко часа по-късно в болница, без да дойде в съзнание.
Жил Вилньов е голямата слабост на легендата и създател на Ферари Енцо Ферари, който след смъртта на канадеца е наистина потресен и престава да ходи на пистата.

## Биография
„Ако някой ми беше казал, че ще ми изпълни 3 желания, то първото би било да се състезавам, второто – това да е във Формула 1, а третото – да карам Ферари....“
Ако има име, което се носи като легенда в заводите на Ферари в Маранело, то това не е Шумахер, Лауда или дори Аскари, а Вилньов. Жил Вилньов. Име, под което в енциклопедията на автомобилния спорт, е отбелязано скорост и непримиримост, победа на всяка цена. Неговото мото е „Do or die“ (Всичко или нищо). Цялата философия на човека и спортиста Вилньов може да се открие в известните му думи:
| „ | Никога не мисля, че мога да се нараня, поне не сериозно. Ако вярваш, че това може да ти се случи, как може да се заемаш с подобна работа? Ако никога не си на повече от 80%, или колкото там е необходимо, защото мислиш за катастрофа, то ти не караш толкова бързо, колкото можеш. А ако не правиш това – ти не си пилот. Някои момчета във Формула 1... ами за мен това не са пилоти. Те просто карат състезателни коли. Нямам никакъв страх от катастрофа. Никакъв страх. Разбира се, минавайки в завой на пета предавка, с метална стена от външната страна, аз не бих искал да катастрофирам. Все пак не съм луд! Но ако това става в края на квалификацията и ти гониш пол-позишъна, може би, предполагам, можеш да обърнеш гръб на страха. | “ |

Канадецът е един от малцината, превърнали се в легенда в света на Формула 1 още приживе. Тих и скромен, той е изцяло отдаден на своя тим и мисълта за победа. В стремежа си към по-високи постижения стига дотам, че кара механиците да монтират по-големи полуоски на Ферари-то, за да може колата да издържи „нечовешкото“ натоварване, на което я подлага Вилньов. Може би това му отношение към техниката е отговорно и за сравнително малкия процент победи, но не бива да се забравя, че противници на канадеца са били последните шампионски Лотус-и 78 и 79, отличните Уилямс, Брабъм и Рено от края на 1970-те и началото на 1980-те години.
Жил Вилньов е роден на 18 януари 1950 г. Той обаче винаги твърди, че всъщност годината е 1952, защото се е притеснявал да не би „напредналата“ му възраст на повлияе на босовете на тимовете, за които кара. Всички жители на малкия град Бертвил знаят чудесно кога младият Вилньов се движи по улиците: всичко това е съпроводено с рев на бензинов мотор и мирис на изгорели гуми. От това време е и първата му катастрофа: на път за съседния град, където живее приятелката му Джоан, Жил излита от мокрия път с над 150 км/ч, но по чудо се отървава без драскотина.
Голяма школа за него се оказват състезанията с моторни шейни в родната му Канада: „Всяка зима имах поне три или четири падания – говорим за скорости от над 160 км в час. Тези машини доста се хлъзгаха, което ме научи на много неща за контрола. А видимостта беше направо ужасна – ако не си пръв не виждаш нищо... Отлично се развиват рефлексите, а и опасенията ми при състезания на дъжд изчезнаха“. Вилньов доминира във „Формула Атлантик“ през 1976 година, като печели пол-позишън във всяко едно състезание. Дебютът му в тези серии е през 1974 година, като постоянно Жил се движи на границата на фалита, но въпреки това показва стабилни класирания. Постиженията му зад океана му осигуряват вниманието на отборите от Гран При, особено след като в един от неофициалните кръгове на „Формула Атлантик“ през
През 1976 г. успява да победи гост-съотборника си, фаворита за титлата във Ф1 – Джеймс Хънт. Той подписва договор да кара за МакЛарън в няколко състезания през 1976 г. Дебютът на Вилньов във Формула 1 е на абсолютно непознатата му писта Брандс Хетч за Голямата награда на Великобритания. Свободните тренировки са съпроводени с толкова много завъртания, че специалистите се чудят какво изобщо търси този неизвестен канадец на пистата. В състезанието обаче, макар и след допълнителен питстоп (поради дефектен датчик) старият Макларън М23 с номер 40 завършва на 10 място от общо 41 участници в предварителния списък. Младежът демонстрира качества и се очаква да подпише договор за пълен сезон за 1978 с някой от по-силните отбори. Ферари обаче изпреварва всички, след отказът на МакЛарън да потвърди опцията си и през август те правят на Вилньов „предложение, на което не може да се откаже“: да кара за тима в GP на Канада на пистата Моспорт Парк като трета кола. Лично „Ил Комендаторе“ – Енцо Ферари забелязва младежа и споделя, че му напомня за големия шампион Тацио Нуволари. Той се вслушва и в препоръката на бившия си пилот Крис Еймън, който също е харесал младия канадец. Жил застава на старта с номер 21, но вече като втори пилот след сензационния отказ на Лауда да продължава да се състезава за Скудерията. Отпада след завъртане върху маслено петно. Следващото състезание завършва трагично: след сблъсък с Петерсон, Ферари-то излита в публиката и убива двама зрители.
През следващия сезон първи пилот за Ферари е бившата звезда на Брабъм Карлос Ройтеман, за Вилньов е отреден статута на втори.
През 1978 нищо не е в състояние да спре дуото Марио Андрети/Рони Петерсон с техните всепобеждаващи Лотус 78 – върхът на технологията на прилепящия ефект. Основно поради проблеми с новите радиални гуми Мишлен Карлос Ройтеман печели само три пъти, а за Жил остава честта за първа победа, и то пред родна публика – на новооткритата писта на острова Нотр Дам до Монреал. 4 години по-късно тя вече ще носи неговото име.
За 1979 във Ферари е привлечен Джоди Шектър, а тимът конструира новото шаси Т4 с 12-цилиндров боксер. Въпреки финалния щурм на пилота на Уилямс Алън Джоунс, който записва 3 поредни победи, пилотите на Ферари заемат първо и второ място, като Вилньов е само на четири точки от Шектър. Жил има малшанса да отпадне 3 пъти, а в GP на Италия завършва втори, на по-малко от половин секунда, стриктно спазвайки заповедите от бокса. Той знае че времето е пред него и не иска да нарушава отборната дисциплина. В негово лице специалистите забелязват един бъдещ световен шампион след трите победи, титаничната му битка с Арну за второто място на пистата Дижон-Преноа и други добри резултати.
През 1980 година обаче Ферари попада в дупка с неособено успешния модел Т5. Вилньов печели едва 6, а Шектър – 2 точки. В края на сезона бившият Световен шампион от Формула 1 напуска Формула 1. На пистата Имола Вилньов катастрофира тежко, като колата се преобръща върху пистата, но канадеца се отървава без контузии.
Следващият сезон, макар и не твърде успешен, е истинско мерило за качествата на канадеца. С новото си, но доста ненадеждно турбо-Ферари 126СК той успява да спечели две победи срещу смазващата конкуренция на Уилямс и Брабъм – в Монако, където никой не успява да си обясни как Вилньов завършва цял след като колата влиза във всеки завой „със задните гуми напред“, и в Испания – на пистата Сиркуит де Харама. Показателно е и предпоследното състезание за сезона пред родна публика. В проливния дъжд Жил, който подобно на Аертон Сена и Михаел Шумахер по-късно, е неудържим на дъжд, успява да излезе на 3-то място, но с повредено предно крило. Последното се вдига пред него всеки път когато пилотът мине през старт-финалната права. На въпроса дали не се е опасявал от черен флаг, Вилньов чистосърдечно казва, че тъй като не е виждал нищо от изправеното „крило“, едва ли е щял да види и флага.
Идва 1982 година – нови надежди за успех в Италия с новия болид 126С2 с отличен турбо двигател V6. Тя обаче се оказва най-трагичната в новата история на Ферари и може единствено да се сравни с ужасната 1958, когато за шест месеца Ферари губят звездите си Мусо и Колинз и шампиона Майк Хоутърн. Нищо не предвещава подобен развой на събитията в началото на годината. Червените болиди имат проблеми в първите две състезания, но демонстрират огромен потенциал. За Голямата награда на Сан Марино част от тимовете обявяват бойкот, недоволни от някои решения на ФИА, и Ферари са оставени да се състезават със себе си и турбо-пионерите Рено. Имайки предвид проблемите на френските коли, в Скудерията се уговорят да запазят позициите си след отпадането на Рено. Начело излиза Вилньов и до края е необходимо просто да завърши и да пести горивото си. Три обиколки преди края обаче той изненадващо е атакуван от Дидие Пирони. Докрая двете Ферари устройват невероятна гонитба като неколкократно разменят местата си. Колите се докосват няколко пъти – и двамата мъже решени на всичко заради победата. Победител става французина, а обстановката във Ферари рязко се нажежава. Иначе тихият Вилньов не пести упреците си към съотборника си, който му отнема 5 години труд в отбора. Снимката, запечатала почетната стълбичка в Голямата награда на Сан Марино, е особено показателна за това, което ще последва. Ферари от своя страна се опитват да замажат положението, което кара канадеца да се чувства крайно засегнат. Вилньов определя отношението си към Дидие Пирони като война, заклева се никога да не проговори на съотборника си и спазва това си обещание по най-страшния начин.

### Трагедията
Две седмици по-късно на пистата Золдер Вилньов излиза за последната си обиколка в квалификацията за място. Часът е 13,52 местно време. Решен на всяка цена да подобри времето на Пирони, той просто лети по пистата във вече четвърта бърза обиколка. Пред него бавно се движи Марч-ът на Йохен Мас. Немецът се опитва да даде път на Жил, но неволно препречва пътя му. С пълна газ Ферари-то се врязва в другия болид и след няколко салта пада на пистата. Ударът е толкова силен, че пилотът скъсва предпазните колани и е изхвърлен от колата в една от най-страшните катастрофи, заснети някога на лента. Жил Вилньов умира в болницата няколко часа по-късно без да дойде в съзнание.
Жил Вилньов умира на 8 май 1982 година. Затова всички със затаен дъх следят синия болид на Уилямс, в който през 1997 година сяда отново пилот на име Вилньов – синът Жак.
Великият Енцо Ферари, съкрушен от гибелта на своя пилот, дава воля на чувствата си:
| „ | Хората казваха, че един ден той ще напусне Ферари, но аз никога не им повярвах, защото между мен и Жил имаше нещо голямо – ние бяхме като баща и син... Миналото ми е белязано с мъка... баща, майка, брат, сестра, жена... живота ми е изпълнен с тъжни спомени. Поглеждам назад и виждам любимите си хора... и сред тях виждам лицето на този велик човек – Жил Вилньов. | “ |

### Бележити дати
- 8 октомври 1978, Голяма награда на Канада, писта Ил де Нотр Дам – Жил Вилньов печели първата си победа за огромна радост на собствената публика.
- 1 юли 1979, Голяма награда на Франция, писта Дижон-Преноа – в края на състезанието гумите Мишлен на първите три автомобила са крайно износени и им остава просто да завършат. Водят пилотите на Рено Жан-Пиер Жабуи и Рене Арну, следвани от Вилньов. Няколко обиколки преди края канадеца решава, че може да се пребори за нещо повече, настига Арну и го атакува по невероятен начин. Сред дим от блокирани гуми Жил се устремява напред, следван от по-бързото Рено. В следващите три обиколки следва изключителна борба, съпроводена с редица изпреварвания и докосвания. По телевизията всичко това е съпроводено и с коментара на легендарния водещ на БиБиСи Мъри Уокър, който допринася за голямото напрежение. С минимална преднина Вилньов печели второто място и уважението на феновете.
- 26 август 1979, Голяма награда на Нидерландия, писта Зеенворд – Вилньов настига и изпреварва водача Джоунс в завоя след старт-финалната права, и то от външната страна. При това Ферари-то излиза от завоя странично, превъртайки бясно гуми. Скоро след това се пука задна дясна гума и Вилньов е в тревата. Без да се колебае той включва задна предавка и се връща на пистата – пълно олицетворение на концепцията „никога не се предавай“. С „най-бързата триколка в историята“ той се прибира в бокса, но повредите са неотстраними. След 19 години „подвигът“ му ще повтори Михаел Шумахер след сблъсъка си с Дейвид Култард на пистата Спа-Франкоршамп.
- 31 май 1981, Голяма награда на Монако – С упоритост и перфектни умения Жил записва първа победа за Ферари турбо по тесните и хлъзгави улици на княжеството.
- 21 юни 1981, Голяма награда на Испания, писта Харама – след невероятен старт от задна редица и грешка на водача Алън Джоунс, Жил успява да задържи преследвачите си цели 80 обиколки, благодарение на несъмненото си майсторство по техничните завои и на турбомотора на дългата права. Състезанието остава в историята под името „испанския влак“, след като на финала Вилньов е следван плътно от няколко болида до самия финал – първите пет коли се събират в 1,25 сек.